# Corzano
Corzano es una localidad y comune italiana de la provincia de Brescia, región de Lombardía. Tiene una población estimada, a fines de 2020, de 1,402 habitantes.

## Evolución demográfica
| Gráfica de evolución demográfica de Corzano entre 1861 y 2001 |
|                                                               |
| Fuente ISTAT - elaboración gráfica de Wikipedia               |